# Arena Condá
A Arena Condá é um estádio de futebol localizado no centro da cidade de Chapecó, no estado brasileiro de Santa Catarina. De propriedade da municipalidade, é a sede da Associação Chapecoense de Futebol, onde manda seus jogos. Foi inaugurado em 6 de fevereiro de 1980, quando ainda denominava-se Estádio Regional índio Condá. Tinha capacidade para 15 000 pessoas e teve seu maior público registrado na final do Campeonato Catarinense de 2007, com 15 621 torcedores. A partida inaugural foi entre a Chapecoense e o Sport Clube Internacional, com o primeiro gol marcado por Bira, do time visitante. Atualmente tem capacidade máxima de aproximadamente 21.000 pessoas. 
Com a grande ascensão da Chapecoense nas competições estaduais e nacionais, e com as instalações um tanto quanto precárias, houve a necessidade da remodelação e expansão. Em 2008 foi iniciada uma reforma, com a substituição das alas feita em etapas, finalizada em 2014, aumentando a capacidade oficial para 20 589 pessoas..  A Lei Municipal nº 5.560, de 28 de maio de 2009, alterou o nome do estádio para  Arena Condá.

## Topônimo
O nome do estádio é uma homenagem ao índio que atendia pelo nome de Vitorino Condá, um dos principais líderes dos caingangues, indígenas da Região Oeste de Santa Catarina. Foi ele quem lutou pelos interesses de seu povo, ameaçado de perder suas terras para os colonizadores e governo brasileiro.

## História

### O primeiro estádio
A história do estádio pode ser contado em três fases. Primeiro, foi construído um campo de futebol; que foi inaugurado em 24 de janeiro de 1976 em um jogo entre Chapecoense 1x4 Internacional (1.º gol, de Borjão-Inter). 
Depois as estruturas de um estádio, como arquibancadas e cabines de imprensa, aí o Estádio Regional Índio Condá foi inaugurado no dia 6 de fevereiro de 1980, para ser a casa da Associação Chapecoense de Futebol. Nele a Chapecoense teve momentos importantes de sua história. Foram conquistados três títulos estaduais (1977, 1996 e 2007), uma Taça Santa Catarina (1979), uma Taça Plínio Arlindo de Nez (1995) e uma Copa Santa Catarina (2006). 
Ao longo da história, também houve jogos importantes, como o Clássico de Chapecó entre Associação Chapecoense de Futebol e Atlético Clube Chapecó. A partida ocorreu no Torneio seletivo de 2002, competição que valia vaga no Campeonato Catarinense de 2002, a Chapecoense campeão do turno e o Atlético Chapecó campeão do returno, fizeram a final em dois jogos de ida e volta, o campeão subia para a Série A do campeonato Catarinense naquele mesmo ano. O resultado do primeiro jogo foi Atlético Chapecó 2–3 Chapecoense, no segundo jogo, Chapecoense 1–1 Atlético Chapecó. Aproximadamente 10 mil torcedores estiveram presentes para assistir o clássico.
Em 2005, após graves crises financeiras, estava-se planejando construir um novo estádio fora da cidade. Havia um grupo de empresários interessados na compra da área para a construção de um shopping center. Houve também proposta de permuta, com a construção de outro estádio em área distinta, mas a ideia não vingou.

### O surgimento da Arena Condá

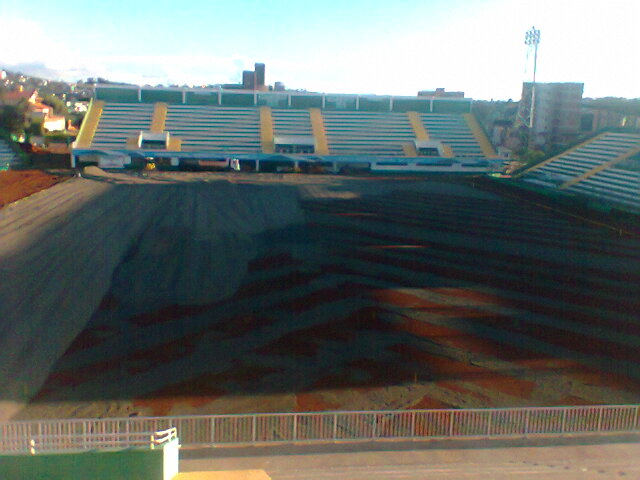
Reforma no gramado e Ala sul ao fundo.

No dia 9 de outubro de 2007, foi lançado o projeto para a construção da Arena Condá pelo prefeito em exercício João Rodrigues. 
A Ala Sul foi a primeira etapa a ser construída. Inaugurada em fevereiro de 2009, foram investidos R$ 3,5 milhões. Embaixo das arquibancadas foram edificadas 18 salas comerciais. A ampliação, que triplicou o espaço demolido, beneficia os torcedores com mais espaço e comodidade, e a população em geral através da instalação de departamentos da prefeitura como Procon, Secretaria de Habitação, Fundação Municipal do Meio Ambiente e Centro de Educação de Jovens e Adultos. Em maio de 2009, o Estádio Regional Índio Condá passou a ser denominado Arena Condá com a criação da Lei Municipal nº 5.560, de 28 de maio de 2009.
Já em março de 2010, no jogo entre Chapecoense e Atlético Mineiro pela Copa do Brasil de 2010, foi inaugurada a segunda etapa, a Ala Norte na qual foram investidos R$ 5,6 milhões e onde hoje existe a secretária de saúde, com todas as suas funções para atendimento á população. Com primeira etapa, construída em parceria com o Procon Municipal e já inaugurada, a capacidade de público passou de 10 mil para 13 mil lugares. Nessa fase foram investidos R$ 3,9 milhões (R$ 1,7 milhão do Procon) e o restante, contrapartida do município. A capacidade é de 3,2 mil pessoas sentadas.
A 3º etapa da Arena Condá, foi inaugurada no mês de abril de 2014. Foram construídas as novas alas Leste e Nordeste do estádio, o investimento foi de R$ 6,7 milhões do poder do estado. A capacidade da arena, que era de 12,8 mil torcedores, passa a ser de 20 mil pessoas. O ato de inauguração foi realizado antes da partida contra Corinthians. Foram cinco meses de trabalho até a obra estar pronta e liberada para receber os torcedores nos novos setores. Ao todo, foram utilizadas 1.580 peças na montagem das arquibancadas. Além dos R$ 6,7 milhões, o governo do Estado investiu R$ 3 milhões, em parceria com a prefeitura, na edificação da ala Norte da Arena Condá. Foram R$ 2 milhões para a construção do setor de arquibancadas e mais R$ 1 milhão destinado para a nova Secretaria Municipal de Saúde, que ocupa os espaços do prédio construído em anexo ao setor.
A prefeitura de Chapecó pretende construir uma nova ala, onde hoje ficam as cabines de imprensa e camarotes, além disso, o objetivo é cobrir as demais alas e instalar cadeiras em todo o estádio, aumentar a capacidade para 40 mil lugares, a fim de abrigar uma final de competição da CONMEBOL. Outro projeto é um memorial das vítimas da tragédia´do Voo Lamia 2933. A Prefeitura de Chapecó deve receber R$ 21 milhões, por meio de um repasse de verba do Governo Federal para a ampliação e reforma da Arena Condá.

## Controvérsias
O novo estádio, inicialmente, teria quatro pavimentos compostos de salas comerciais e estacionamento abaixo das arquibancadas. Entretanto, como as obras foram feitas em etapas, alguns itens do projeto inicial não foram contempladas no momento da construção, além das alas construídas não serem uniformizadas. Exemplos disso é que o projeto inicial contemplava cobertura duas áreas do estádio (tem somente nas cadeiras), ser todo fechado (ficará com aberturas em duas laterais), além de problemas na execução da obra na ala sul, o que dificulta a visão das traves daquele local do gramado. Também, não comportará salas comerciais e estacionamento. As salas são ocupadas por setores da Prefeitura Municipal, como Procon, secretária de habitação, entre outras. Dessa forma, a obra foi efetivamente construída com mudanças em relação ao projeto inicial.

## Inauguração
Foi inaugurada em 1º de fevereiro de 2009. A partida inaugural ocorreu no Campeonato Catarinense de 2009, contra o Brusque e com uma vitória de 4–1. Nenén, aos dez minutos do primeiro tempo foi responsável pelo primeiro gol da Arena reinaugurada.
O maior público até o momento foi de 19.992 pessoas na partida contra o São Paulo, pelo Campeonato Brasileiro de 2018. 
• Capacidade: 20.089 pessoas sentadas 
• Endereço: Rua Clevelândia, 656 E - Centro, Chapecó, Santa Catarina

## Jogos importantes
A Arena Condá já recebeu vários jogos de diversas competições importantes.
  Copa Sul-Americana de 2016
| 28 de setembro | Chapecoense | 0 – 0     | Independiente |                                             |
| 19:15 (UTC−3)  |             | Relatório |               | Público: 10 530 Árbitro: ECU Roddy Zambrano |

|                                                                                               |       | Penalidades                                                     |  |
| Thiego Cléber Santana Filipe Machado Dener Assunção Bruno Rangel Gil Matheus Biteco Tiaguinho | 5 – 4 | Benítez Vera Rigoni Figal Cuesta Sánchez Miño Toledo Tagliafico |  |

| Chapecoense | Independiente |

| 26 de outubro | Chapecoense                        | 3 – 0     | Junior de Barranquilla |                                              |
| 21:45 (UTC−2) | Ananias 35' · Gil 43' · Thiego 76' | Relatório |                        | Público: 13 033 Árbitro: PAR Enrique Cáceres |

| Chapecoense | Junior |

| 23 de novembro | Chapecoense | 0 – 0     | San Lorenzo |                                               |
| 21:45 (UTC−2)  |             | Relatório |             | Público: 17 569 Árbitro: URU Daniel Fedorczuk |

| Chapecoense | San Lorenzo |

  Amistoso internacional (Partida homenagem aos mortos do Voo LaMia 2933)
| 21 de janeiro de 2017 | Chapecoense                     | 2 – 2 | Palmeiras                       |                                  |
|                       | Douglas Grolli 14' · Amaral 46' |       | 11' Raphael Veiga · 78' Vitinho | Árbitro: BRA Héber Roberto Lopes |

| Chapecoense | Palmeiras |

  Recopa Sul-Americana de 2017
| 4 de abril    | Chapecoense                          | 2 – 1     | Atlético Nacional | Arena Condá, Chapecó                     |
| 19:15 (UTC−3) | Reinaldo 23' (pen) · Luiz Otávio 73' | Relatório | 58' Torres        | Público: 19 005 Árbitro: PAR Mario Vivar |

| Chapecoense | Atl. Nacional |